# Im russischen Dorfe
Im russischen Dorfe, op. 355, är en, såsom fantasi betecknad, komposition av Johann Strauss den yngre. Den spelades första gången den 17 september 1872 i Baden-Baden.

## Historia
Mellan åren 1856 till 1865 spenderade Johann Strauss sommarmånaderna i Pavlovsk utanför Sankt Petersburg. Han var engagerad av järnvägsbolaget Tsarskoje-Selo att såsom dirigent medverka vid ett antal konserter i Vauxall Pavilion. 1869 återvände han för ytterligare en säsong men syftet då var att hjälpa fram sin yngre bror Josef, som önskade etablera sig som broderns efterträdare, och de två bröderna delade på uppgiften som dirigent för de dagliga konserterna.
Under hustrun Jettys milda men bestämda hand började Johann mer och mer komponera operetter. Det var under arbetet med sitt andra scenverk, Der Karneval in Rom, som han oväntat fick en inbjudan från järnvägsbolaget som önskade engagera honom till öppnandet av 1872 års konsersäsong i Pavlovsk. Strauss tilltalades av idén och den 24 januari 1872 kunde tidningen Der Fremden-Blatt rapportera: "Under våren kommer han [Strauss] bege sig till Sankt Petersburg där han kommer erhålla 1 290 silverrubler för sina konserter under en kort tid, och till sommaren kommer han fara till Baden-Baden där han under högsäsongen kommer inhösta 42 000 francs". Efter att ha undertecknat kontraktet började Strauss förbereda sitt program. Under sina tidigare besök hade han haft gott om tillfälle att bekanta sig med rysk folkmusik och han komponerade därför två "karaktärsstycken" i rysk stil: Russische Marsch-Fantasie (op. 353) och fantasin Im russischen Dorfe.
Men då dök ett än mer lukrativt erbjudande upp. Strauss ombads att deltaga vid sommarens "Världsfredsjubileum" och "Internationella Musikfestival" i Boston. Den livslånga aversionen mot resor övervanns av det enorma gaget och Strauss accepterade inbjudningen och for till Boston. I sin naivitet trodde han att hans popularitet hos den ryska publiken skulle ursäkta det kontraktsbrott han därmed hade begått mot det ryska järnvägsbolaget. Men bolaget satte igång en mångårig process som han i slutändan förlorade.
När Strauss och hans hustru återkom från USA for de via den fashionabla spa-orten Baden-Baden, där Strauss skulle dirigera en bal och tolv konserter. När det utbröt en koleraepidemi i Wien förlängde de sin vistelse och anordnade ytterligare konserter, vilka ägde rum i Stora salen i Baden-Badens Conversationshaus. Strauss framträdde där första gången den 3 augusti 1872 och dirigerade spaorkestern i tre av sina verk: valsen Künstlerleben (op. 316), Egyptischer Marsch (op. 335) och Tritsch-Tratsch-Polka (op. 214). Det var vid den 14:e konserten den 17 september 1872 som Strauss framförde sitt nya verk Im russischen Dorfe, tillsammans med valserna Freuet euch des Lebens (op. 340) och Wein, Weib und Gesang (op. 333). Den lokala tidningen Badeblatt für die grossherzogliche Stadt Baden skrev den 28 september: "Johann Strauss har nyligen framfört sina nya verk. Till exempel den charmiga och rikt kolorerade fantasin 'Im russischen Dorfe'..."
Enligt tidningen var verket tillägnat "Madame la Baronne de Case" [sic!], förmodligen avsågs hustrun till den franske utrikesministern Louis Decazes, son till den franske politikern Élie Decazes. Baronessan gästade vid tiden Baden-Baden.
Det verkar som om Strauss endast framförde sitt verk en gång i Baden-Baden. Hemmapubliken i Wien fick också bara en chans att höra verket, det skedde när brodern Eduard Strauss dirigerade det vid en promenadkonsert i Musikverein den 1 januari 1873. Därefter försvann verket och förmodas ha gått förlorat. Det saknas även i den orkesterkatalog över familjen Strauss verk som Eduard Strauss upprättade 1901. Nuvarande inspelningar bygger på en orkestrering utifrån klaverutdraget utfört av professor Max Schönherr (1903-84).

## Om verket
Speltiden är ca 7 minuter och 19 sekunder plus minus några sekunder beroende på dirigentens musikaliska tolkning.